# EHF European Cup 2024-2025 (maschile)
L'EHF European Cup 2024-2025 è la 28ª edizione della EHF European Cup, la terza coppa per club più importante d'Europa, organizzata dall'European Handball Federation (EHF).

## Squadre partecipanti
La manifestazione vede al via 74 squadre, due in meno della scorsa edizione. Sono state escluse dalla partecipazione le squadre russe e bielorusse.
| Round 2                | Round 2                        | Round 2                 | Round 2                   | Round 2 | Round 2 |
| ---------------------- | ------------------------------ | ----------------------- | ------------------------- | ------- | ------- |
| Förthof UHK Krems      | SG Handball West-Wien          | Azeryol HC              | HC Baki                   |         |         |
| HC Visé BM             | Sezoens Achilles Bocholt       | RK Gračanica            | Borac m:tel               |         |         |
| RK Izviđač             | Sabbianco Anorthosis Famagusta | Parnassos Strovolou     | HK FCC Město Lovosice     |         |         |
| ROBE Zubří             | SKKP Handball Brno             | Põlva Serviti           | Raasiku/Mistra            |         |         |
| H71                    | VIF                            | BK-46                   | Riihimäki Cocks           |         |         |
| PAOK                   | Olympiacos SFP                 | AEK                     | London GD HC              |         |         |
| Haukar Hafnarfjördur   | Yuvalim Holon HC               | Junior Fasano           | SSV Brixen Handball       |         |         |
| KH Besa Famgas         | KH Rahoveci                    | ZRHK TENAX Dobele       | Vilnius HC Šviesa         |         |         |
| HC Klaipėda Dragūnas   | Handball Esch                  | HC Berchem              | RK Lovćen Cetinje         |         |         |
| HV Kras/Volendam       | Techniek Hurry-Up              | RK Alkaloid             | GRK Ohrid                 |         |         |
| Runar Sandefjord Elite | ØIF Arendal                    | Potaissa Turda          | CS Minaur Baia Mare       |         |         |
| Partizan AdmiralBet    | Metaloplastika Elixir Šabac    | RK Dinamo Pančevo       | MŠK Považská Bystrica     |         |         |
| RK Krka                | Celje Pivovarna Laško          | Pfadi Winterthur        | Beykoz BLD SK             |         |         |
| Beşiktaş               | Motor                          |                         |                           |         |         |
| Round 1                |                                |                         |                           |         |         |
| HC Fivers              | RK Sloboda                     | RK Leotar               | RK Poreč                  |         |         |
| Viljandi HC            | AC Diomidis Argous             | Bianco Monte Drama 1986 | Pallamano Conversano 1973 |         |         |
| Alperia Black Devils   | Raimond Sassari                | Granitas Kaunas         | KH Kastrioti              |         |         |
| HC Amber               | Drammen HK                     | GRK Tikveš              | CSM București             |         |         |
| RK Jeruzalem Ormož     | Köycegiz BLD SK                | Spor Toto SK            |                           |         |         |

## Round 1
Il sorteggio per il primo turno si è tenuto il 16 luglio 2024 a Vienna, nella sede dell'European Handball Federation. Le gare di andata si svolgono tra il 14 e il 15 settembre, mentre le gare di ritorno tra il 21 e il 22 settembre.
| Squadra 1            | Totale | Squadra 2       | Andata | Ritorno |
| -------------------- | ------ | --------------- | ------ | ------- |
| Viljandi             | 48-71  | CSM București   | 24-35  | 24-36   |
| Köycegiz BLD         | 65-66  | Leotar          | 37-33  | 28-33   |
| Jeruzalem Ormož      | 67-54  | Granitas Kaunas | 32-26  | 35-28   |
| Bianco Monte Drama   | 57-53  | Tikveš          | 31-27  | 26-26   |
| Kastrioti            | 58-61  | Sloboda         | 30-29  | 28-32   |
| Conversano           | 58-81  | Drammen         | 31-43  | 27-38   |
| Amber                | 49-57  | Fivers          | 27-35  | 22-22   |
| Alperia Black Devils | 54-64  | Diomidis Argous | 24-35  | 30-29   |
| Dudelange            | 74-75  | Raimond Sassari | 36-36  | 38-39   |
| Spor Toto            | 52-61  | Poreč           | 26-32  | 26-29   |

## Round 2
csuccessivamente a quello del primo. Le gare di andata si giocano tra il 19 e il 20 ottobre e quelle di ritorno tra il 26 e il 27 di ottobre.
| Squadra 1                      | Totale | Squadra 2             | Andata | Ritorno |
| ------------------------------ | ------ | --------------------- | ------ | ------- |
| H71                            | 63-74  | Brixen                | 33-40  | 30-34   |
| VIF                            | 56-59  | West-Wien             | 22-29  | 34-30   |
| Visé                           | 51-63  | Diomidis Argous       | 21-26  | 30-37   |
| Techniek Hurry-Up              | 48-61  | Põlva Serviti         | 21-25  | 27-36   |
| Raimond Sassari                | 66-71  | Izviđač               | 38-39  | 32-28   |
| Pfadi Winterthur               | 53-46  | Sloboda               | 24-26  | 29-20   |
| Poreč                          | 69-42  | London GD             | 36-24  | 33-18   |
| Borac m:tel                    | 45-53  | Jeruzalem Ormož       | 26-20  | 19-33   |
| CSM București                  | 51-66  | Runar Sandefjord      | 25-37  | 26-29   |
| Tenax Dobele                   | 49-51  | Leotar                | 24-26  | 25-25   |
| Olympiacos                     | 59-56  | Fivers                | 30-21  | 29-35   |
| ØIF Arendal                    | 73-59  | Bianco Monte Drama    | 37-35  | 36-24   |
| Drammen                        | 70-51  | Holon Yuvalim         | 35-29  | 35-22   |
| Šviesa                         | 59-61  | Raasiku/Mistra        | 34-30  | 25-31   |
| Beşiktaş                       | 56-53  | Dinamo Pančevo        | 34-27  | 22-26   |
| Město Lovosice                 | 65-63  | Besa Famgas           | 38-28  | 27-35   |
| Partizan AdmiralBet            | 62-46  | Berchem               | 35-24  | 27-22   |
| Považská Bystrica              | 52-49  | Robe Zubři            | 25-20  | 27-29   |
| Metaloplastika Elixir Šabac    | 58-60  | Krka                  | 30-32  | 28-28   |
| Gračanica                      | 61-76  | Celje Pivovarna Laško | 35-43  | 26-33   |
| Ohrid                          | 60-64  | Potaissa Turda        | 31-25  | 29-39   |
| Alkaloid                       | 79-62  | Dragūnas Klaipėda     | 42-31  | 37-31   |
| Förthof Krems                  | 64-59  | KRAS/Volendam         | 29-26  | 35-33   |
| Esch                           | 55-78  | Motor                 | 26-32  | 29-46   |
| Sezoens Achilles Bocholt       | 57-66  | Rahoveci              | 32-29  | 25-37   |
| BK-46                          | 70-49  | Brno                  | 41-26  | 29-23   |
| Haukar                         | 64-53  | Riihimäki Cocks       | 35-26  | 29-27   |
| Minaur Baia Mare               | 91-69  | Beykoz BLD            | 44-30  | 47-39   |
| Junior Fasano                  | 46-77  | AEK                   | 20-38  | 26-39   |
| Sabbianco Anorthosis Famagusta | 67-57  | PAOK                  | 30-24  | 37-33   |
| Parnassos Strovolou            | 60-67  | Kur                   | 31-35  | 29-32   |
| Baki                           | 44-78  | Lovćen-Cetinje        | 21-41  | 23-37   |

## Round 3
32 squadre partecipano al secondo turno. Il sorteggio è stato effettuato il 29 ottobre a Vienna.
| Squadra 1                      | Totale | Squadra 2             | Andata | Ritorno |
| ------------------------------ | ------ | --------------------- | ------ | ------- |
| Rahoveci                       | 71-73  | Minaur Baia Mare      | 31-38  | 40-35   |
| ØIF Arendal                    | 52-59  | Diomidis Argous       | 19-23  | 33-36   |
| Alkaloid                       | 70-56  | West Wien             | 38-27  | 32-29   |
| Poreč                          | 45-52  | Krka                  | 21-23  | 24-29   |
| Sabbianco Anorthosis Famagusta | 69-64  | Pfadi Winterthur      | 37-28  | 32-36   |
| Motor                          | 72-73  | Izviđač               | 33-32  | 39-41   |
| Drammen                        | 65-51  | Leotar                | 33-30  | 32-21   |
| Förthof Krems                  | 45-54  | Partizan AdmiralBet   | 25-24  | 20-30   |
| AEK                            | 86-57  | Lovćen-Cetinje        | 45-26  | 41-31   |
| Brixen                         | 66-55  | Město Lovosice        | 32-26  | 34-29   |
| Põlva Serviti                  | 53-56  | Beşiktaş              | 26-24  | 27-32   |
| Haukar                         | 68-52  | Kur                   | 30-25  | 38-27   |
| Raasiku/Mistra                 | 56-69  | Jeruzalem Ormož       | 30-34  | 26-35   |
| Považská Bystrica              | 54-65  | BK-46                 | 28-31  | 26-34   |
| Potaissa Turda                 | 58-59  | Olympiacos            | 27-32  | 31-27   |
| Runar Sandefjord               | 71-60  | Celje Pivovarna Laško | 41-28  | 30-32   |

## Ottavi di finale
Il sorteggio si è tenuto il 6 dicembre a Vienna
| Squadra 1                      | Totale | Squadra 2       | Andata | Ritorno |
| ------------------------------ | ------ | --------------- | ------ | ------- |
| Runar Sandefjord               | 65-64  | Beşiktaş        | 35-35  | 30-29   |
| Drammen                        | 65-70  | Olympiacos      | 35-36  | 30-34   |
| Partizan AdmiralBet            | 58-50  | Diomidis Argous | 26-28  | 32-22   |
| AEK                            | 69-53  | Krka            | 38-28  | 31-25   |
| Brixen                         | 63-82  | Alkaloid        | 32-44  | 31-38   |
| Sabbianco Anorthosis Famagusta | 50-55  | Izviđač         | 25-25  | 25-30   |
| Haukar                         | 62-49  | Jeruzalem Ormož | 31-23  | 31-26   |
| Minaur Baia Mare               | 64-62  | BK-46           | 33-30  | 31-32   |

## Quarti di finale
| Squadra 1        | Totale | Squadra 2           | Andata | Ritorno        |
| ---------------- | ------ | ------------------- | ------ | -------------- |
| Minaur Baia Mare | 56-63  | Alkaloid            | 31-31  | 25-32          |
| AEK              | 53-52  | Partizan AdmiralBet | 27-22  | 26-30 (d.t.r.) |
| Olympiacos       | 60-64  | Runar Sandefjord    | 37-31  | 23-33          |
| Haukar           | 56-60  | Izviđač             | 30-27  | 26-33          |

## Semifinali
| Squadra 1 | Totale | Squadra 2        | Andata | Ritorno        |
| --------- | ------ | ---------------- | ------ | -------------- |
| Alkaloid  | 74-72  | Runar Sandefjord | 42-37  | 32-35 (d.t.r.) |
| AEK       | 61-56  | Izviđač          | 37-28  | 24-28          |

## Finale
Il 17 maggio i macedoni dell'Alkaloid vincono ad Atene la gara d'andata con quattro reti di vantaggio. La gara di ritorno, in programma sette giorni dopo, non viene disputata in quanto l'AEK rifiuta scendere in campo in seguito al trattamento, considerato inadeguato, riservato ai tifosi greci dalle autorità macedoni.
Il 27 maggio l'EHF comunica di aver intrapreso azioni legali contro i due club. Il 5 giugno la Corte dell'EHF condanna l'AEK alla sconfitta per 10-0 a tavolino.
| Squadra 1 | Totale | Squadra 2 | Andata | Ritorno |
| --------- | ------ | --------- | ------ | ------- |
| Alkaloid  | 39-25  | AEK       | 29-25  | 10-0    |